# Sipyloidea pseudosipylus
Sipyloidea pseudosipylus är en insektsart. Sipyloidea pseudosipylus ingår i släktet Sipyloidea och familjen Diapheromeridae.

## Underarter
Arten delas in i följande underarter:
- S. p. laevis
- S. p. pseudosipylus